# Phonicocleptes busiris
Phonicocleptes busiris là một loài ruồi trong họ Asilidae. Phonicocleptes busiris được Lynch & Arribálzaga miêu tả năm 1881. Loài này phân bố ở vùng Tân nhiệt đới.